# Мід (округ, Канзас)
Шаблон:StateAbbr_ 37°14′00″ пн. ш. 100°22′01″ зх. д. / 37.2333° пн. ш. 100.367° зх. д.
Округ Мід (англ. Meade County) — округ (графство) у штаті Канзас, США. Ідентифікатор округу 20119.

## Історія
Округ утворений 1873 року.

## Демографія
За даними перепису 
2000 року 
загальне населення округу становило 4631 осіб, усе сільське.
Серед мешканців округу чоловіків було 2294, а жінок — 2337. В окрузі було 1728 домогосподарств, 1252 родин, які мешкали в 1968 будинках.
Середній розмір родини становив 3,16.
Віковий розподіл населення поданий у таблиці:
| Стать    | До 15 років | 15-21 | 22-29 | 30-39 | 40-49 | 50-65 | 65-85 | Понад 85 |
| -------- | ----------- | ----- | ----- | ----- | ----- | ----- | ----- | -------- |
| Чоловіки | 590         | 214   | 199   | 317   | 358   | 289   | 289   | 38       |
| Жінки    | 554         | 198   | 193   | 290   | 306   | 292   | 394   | 110      |

## Суміжні округи
- Грей — північ
- Форд — північний схід
- Кларк — схід
- Бівер, Оклахома — південь
- Сюорд — захід
- Гаскелл — північний захід

## Виноски
1. ↑  U.S. Decennial Census. United States Census Bureau. Архів оригіналу за 19 липня 2018. Процитовано 27 липня 2014.
2. ↑  Historical Census Browser. University of Virginia Library. Архів оригіналу за 11 серпня 2012. Процитовано 27 липня 2014.
3. ↑  Population of Counties by Decennial Census: 1900 to 1990. United States Census Bureau. Архів оригіналу за 5 червня 2019. Процитовано 27 липня 2014.
4. ↑  Census 2000 PHC-T-4. Ranking Tables for Counties: 1990 and 2000 (PDF). United States Census Bureau. Архів оригіналу (PDF) за 18 грудня 2014. Процитовано 27 липня 2014.
5. ↑  State & County QuickFacts. United States Census Bureau. Архів оригіналу за 6 серпня 2011. Процитовано 27 липня 2014.(англ.) Наведено за англійською вікіпедією.
6. ↑  American FactFinder. Бюро перепису населення США. Архів оригіналу за 26 лютого 2012. Процитовано 31 січня 2008.

| США | Це незавершена стаття з географії США. Ви можете допомогти проєкту, виправивши або дописавши її. |